# Miro Smerdelj
Miro Smerdelj (* 2. Oktober 1986 in Zagreb, Jugoslawien) ist ein ehemaliger kroatischer Eishockeyspieler und heutiger Trainer, der den Großteil seiner aktiven Karriere beim KHL Mladost Zagreb unter Vertrag stand. Seit 2018 ist er Trainer des Klubs und wird zudem auch mit Traineraufgaben innerhalb des Kroatischen Eishockeyverbandes betraut.

## Karriere
Miro Smerdelj begann seine Karriere als Eishockeyspieler in seiner Heimatstadt beim KHL Medveščak Zagreb. 2004 wechselte er zum Lokalrivalen KHL Zagreb. Seit 2004 spielte Smerdelj beim KHL Mladost Zagreb, für den er neben seinen Einsätzen in der kroatischen Liga von 2009 bis 2012 auch in der Slohokej Liga auf dem Eis stand. 2008 gewann Smerdelj mit Mladost sowohl den kroatischen Meistertitel, als auch die Pannonische Liga. Seit 2017 spielte er mit Mladost in der International Hockey League, bevor er 2018 seine aktive Laufbahn beendete.

### International
Für Kroatien nahm Ljubić im Juniorenbereich an den U18-Weltmeisterschaften der Division II 2003 und 2004 sowie den U20-Weltmeisterschaften der Division II 2004, 2005 und 2006 teil. Im Seniorenbereich stand er im Aufgebot seines Landes bei den Weltmeisterschaften der Division I 2008 und 2010 sowie bei den Weltmeisterschaften der Division II 2011 und 2012. Des Weiteren spielte er für Kroatien bei der Qualifikation zu den Olympischen Winterspielen in Vancouver 2010 und in Sotschi 2014.

### Trainertätigkeit
Bereits neben seiner aktiven Laufbahn wurde Smerdelj auch als Trainer tätig und betreute von 2017 bis 2020 die kroatische Frauennationalmannschaft in der Division II. Seit 2018 ist er Cheftrainer der Herren-Mannschaft von KHL Mladost Zagreb.

### Inlinehockey
Smerdelj war auch im Inlinehockey Mitglied der kroatischen Nationalmannschaft. Er nahm an der Weltmeisterschaft 2013 teil und belegte mit dem Team in der zweitklassigen Division I den fünften Platz.

## Erfolge und Auszeichnungen
- 2008 Kroatischer Meister mit dem KHL Mladost Zagreb
- 2008 Gewinn der Pannonischen Liga mit dem KHL Mladost Zagreb

## Slohokej-Statistik
(Stand: Ende der Saison 2011/12)